# Anders målare

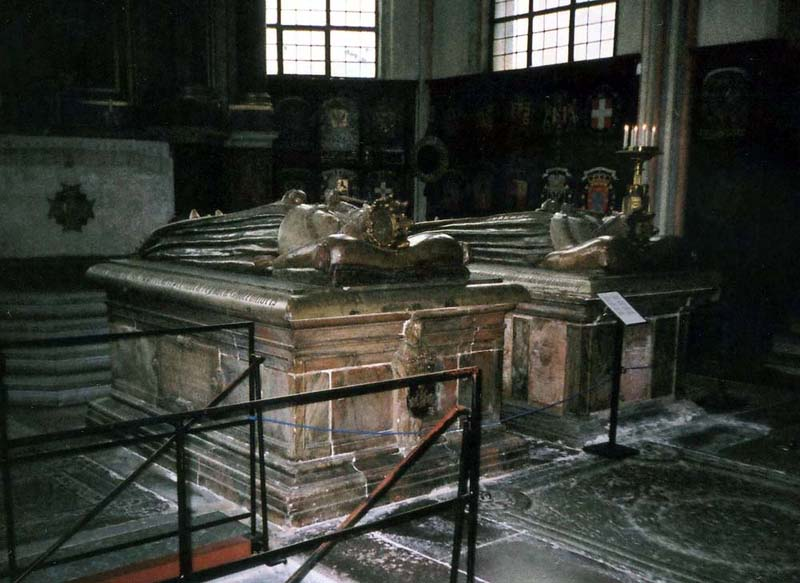
Magnus Ladulås grav, ett av Anders målares verk.

Anders Larsson eller Anders målare, född i Nyköping, död 1586 på Kronobergs slott i Växjö, var en målare, arkitekt samt fält- och fästningsingenjör. Larsson var son till en borgare (modern, efter vilken han ärvde förmögenhet, tillhörde släkten Soop), och en av de mest anlitade konstnärerna under den svenska renässansen och tillsammans med tapetzeri-vävaren Nils Eskilsson den enda svenska konstnären av betydelse under Vasatiden. 

## Biografi
Redan 1541 omtalas Anders målare i flera räkenskaper som konterfejare och dekorationsmålare i Gustav Vasas tjänst. 1548 utförde han prydnadsmålerier på Gripsholms slott, antagligen för att utsmycka rummen. Från 1550 hade han anställning vid Stockholms slott, och beviset på hans stigande anseende är de ökande lönevillkoren. Med Eriks tillträde övergick han, liksom så många andra av renässansens konstnärer, till arkitekturen och arbetade även som fästningsingenjör. Han hade dock redan tidigare arbetat inom arkitekturen 1545 fick han uppdrag att Gustav Vasa att göra ett utkast till portal för slottet där. Portalen blev aldrig byggd, då Gustav Vasa tyckte den var för enkel, men 1551, då ett nytt förslag uppgjordes av Lucas vand der Werdt, lät hertig Erik Anders målare bedöma och även göra ändringar till det framlagda förslaget. År 1561 fick han i uppdrag att övervaka byggnadsarbetena vid Revals slott, domkyrka och stadsbefästning samt gjorde även upp en plan för förstärkning av Padis kloster. År 1562 utarbetade han "skampluner" (modeller) till och ledde sedan befästningsarbetena vid Weissenstein, Pernau och Viborg. Anders var under kriget med danskarna 1566 fältbyggmästare och förordnades 1567 till byggmästare på Stockholms och Svartsjö slott samt Arnö slott. 
Sedan Johan III blivit kung, blev Anders snart kungens konstnärliga allt i allo. Han skulle göra ritningar till förbättring av rådhuset i Stockholm, ändra tornen vid Söderport, måla och dekorera rum och salar och ombesörja stenhuggeriarbeten. Vintern 1568-69 var han åter verksam vid slottsbygget i Uppsala och var kungens arkitektoniske rådgivare vid kröningsanordningarna i Uppsala 1569. År 1573 blev han sjuk och ersattes som slottsbyggmästare i Stockholm av Franciscus Pahr. Vid mitten av 1574 blev mäster Filip Kern, kung Johans beryktade "bårdskärare" (barberare), den högste ledaren av arbetena. Han fick dock samma år i uppdrag att tillsammans med stenhuggaren Lucas van der Werth utföra de nya gravvårdarna för Magnus Ladulås och Karl Knutsson (Bonde).
År 1585 var Anders byggmästare på Kronobergs slott, där han avled.